# 梅田ミックスジュース

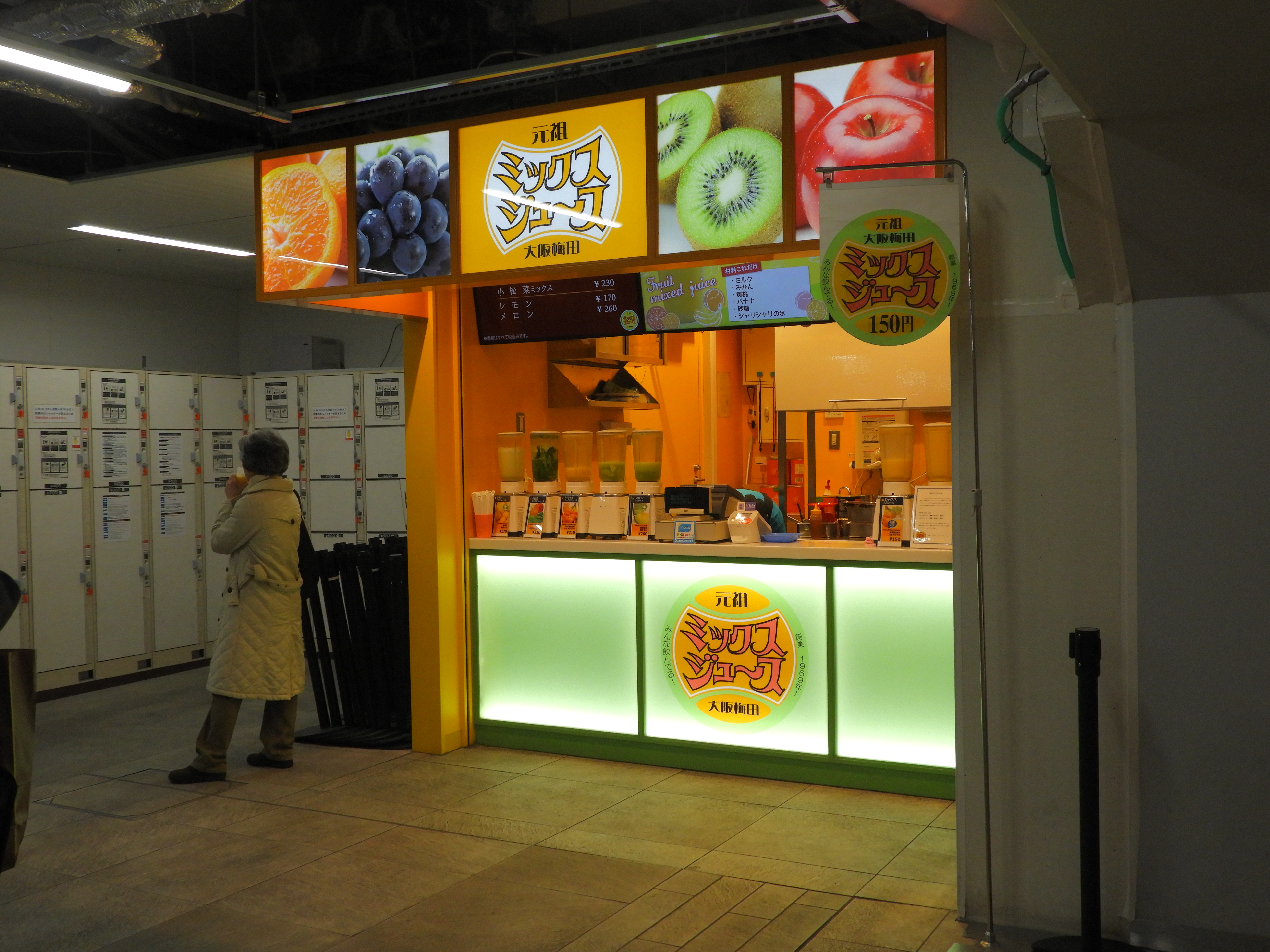
梅田ミックスジュース

梅田ミックスジュースは、阪神大阪梅田駅の改札の外にあるミックスジュースの店である。イカ焼きとともに阪神梅田の名物となっている。

## 概要
1969年、阪神梅田駅改札前に開店したのが始まり。それから50年間、変わらない味を届けているミックスジューススタンドである。甲子園球場に野球観戦に向かう観客たちが立ち寄る場所として、大阪市民によく知られている。
2020年現在は株式会社サカイが運営している。

## 特徴

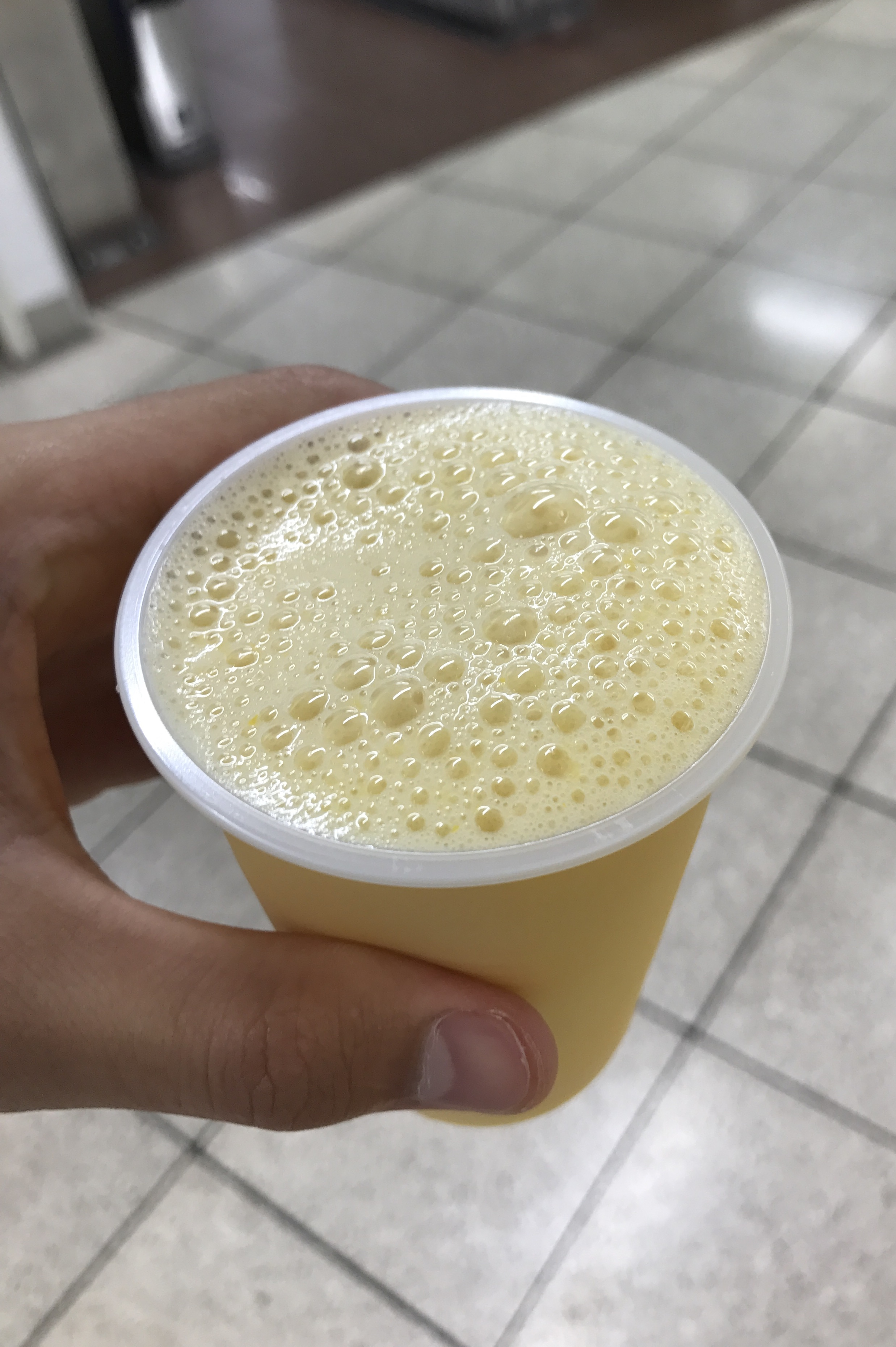
ミックスジュース（阪神大阪梅田駅にて）

レシピは1969年（昭和44年）の創業当時から変わらず、氷と果物をミックスしているのでキンキンに冷えている。また、夏冬で氷の量を変えている。

## メニュー
- ミックスジュース
  - 店の看板商品。フルーツ（ミカン・バナナ・黄桃）と砂糖、ミルクというシンプルな材料で作られている。氷の砕き具合が絶妙。
- 小松菜ミックスジュース
- レモン生ジュース
- メロンジュース
- スペシャルミックスジュース[3]

## 歴史
- 大阪万博の前年、1969年11月にオープンして2020年現在で51年目である。
- 2019年春に徒歩10秒の場所に移転した[4]。
- 2019年夏には50周年を記念し缶バッジを配布したりパインジュースを復活させたりレシピを公開した[5][6]。
- 2019年秋に姉妹店「果汁屋 阪急梅田店」が阪急大阪梅田駅構内にオープン。
- 2023年6月12日 - JR新大阪駅構内にエキマルシェ新大阪ソトエ店がオープン[7]。
- 2024年2月18日 - 果汁屋 阪急梅田店が閉店[8]。
- 2024年3月5日 - 南海なんば駅構内になんば店がオープン[9]。
- 2025年3月7日 - 天王寺ミオに天王寺ミオ店がオープン[10]